# 287
| [ Edytuj tabelę ] |                                          |
| Król Aksum        | - 270 Endubis 300                        |
| Król Armenii      | - 287 Tiridates III 330                  |
| Cesarz Chin       | - 265 Sima Yan 290                       |
| Władca Korei      | - 270 Sŏch’ŏn 292                        |
| Papież            | - 283 Kajus 296                          |
| Król Persji       | - 276 Bahram II 293                      |
| Cesarz Rzymu      | - 284 Dioklecjan 305 - 286 Maksymian 305 |

Rok 287 / CCLXXXVII
stulecia: II wiek ~
III wiek ~
IV wiek

lata: 277 «
282 «
283 «
284 «
285 «
286 «
287
» 288
» 289
» 290
» 291
» 292
» 297

## Wydarzenia
- Europa
  - uzurpacja Karauzjusza w Brytanii
  - Dioklecjan zreformował system podatkowy

## Zmarli
- Chrześcijanie Kryspin i Kryspinian – szewcy z Soissons w Galii.